# Ultrasound World Tour
Ultrasound World Tour es la cuarta gira de conciertos de la cantautora neozelandesa Lorde, la que promocionará el cuarto álbum de estudio de la cantante, Virgin. Comenzará el 17 de septiembre de 2025 en Austin y está programada a concluir el 25 de febrero de 2026 en Perth, después de recorrer Norteamérica, Europa y Oceanía en 53 fechas.

## Antecedentes y desarrollo
Habiendo publicado su primer sencillo en cuatro años «What Was That», Lorde comenzaría la promoción de su cuarto álbum de estudio a ser lanzado el 27 de junio de 2025.
En la espera del lanzamiento, el 8 de mayo de 2025, la neozelandesa anunciaría la gira musical que apoyaría al álbum, titulándola Ultrasound World Tour, la cual se compondría por 38 fechas en ciudades de Europa, Estados Unidos y Canadá entre septiembre y diciembre de 2025. Los conciertos contarían como teloneros a sus colaboradores Dev Hynes y Jim-E Stack, The Japanese House, Nilufer Yanya, Chanel Beads, Empress Of y Oklou. Sobre quienes Lorde comentó estar "muy orgullosa y emocionada de traer a mis amigos más talentosos como apoyo".
Refiriéndose a su nueva gira, la artista prometió que las próximas presentaciones podrían ser sus más memorables hasta la fecha, mencionando que "Ultrasound puede ser nuestra obra maestra".
Luego de la preventa de las entradas, realizada el 14 de mayo, Lorde anunciaría fechas extra debido a la gran demanda, anunciando segundas fechas en Londres, Ámsterdam, Washington D.C, Nashville y Minneapolis. Un mes después se añaden dos conciertos en el Barclays Center de Brooklyn para diciembre de 2025.
El 10 de julio, Lorde anuncia las fechas de Oceanía para febrero de 2026, incluyendo seis ciudades de Australia y Nueva Zelanda, siendo estos sus espectáculos más grandes en la región. El 16 de julio se añaden segundas fechas en Melbourne y Sídney, programando un total de ocho conciertos en el continente.

## Fechas
| Fecha                    | Ciudad            | País              | Recinto                       | Telonero(s)                                |
| América del Norte        | América del Norte | América del Norte | América del Norte             | América del Norte                          |
| ------------------------ | ----------------- | ----------------- | ----------------------------- | ------------------------------------------ |
| 17 de septiembre de 2025 | Austin            | Estados Unidos    | Moody Center                  | The Japanese House Chanel Beads            |
| 19 de septiembre de 2025 | Chicago           | Estados Unidos    | United Center                 | The Japanese House Chanel Beads            |
| 20 de septiembre de 2025 | Nashville         | Estados Unidos    | The Pinnacle                  | The Japanese House Chanel Beads            |
| 21 de septiembre de 2025 | Nashville         | Estados Unidos    | The Pinnacle                  | The Japanese House Chanel Beads            |
| 23 de septiembre de 2025 | Columbus          | Estados Unidos    | Schottenstein Center          | The Japanese House Chanel Beads            |
| 24 de septiembre de 2025 | Toronto           | Canadá            | Scotiabank Arena              | The Japanese House Chanel Beads            |
| 26 de septiembre de 2025 | Boston            | Estados Unidos    | TD Garden                     | Blood Orange The Japanese House            |
| 27 de septiembre de 2025 | Montreal          | Canadá            | Centre Bell                   | Blood Orange The Japanese House            |
| 30 de septiembre de 2025 | Filadelfia        | Estados Unidos    | Wells Fargo Center            | Blood Orange The Japanese House            |
| 1 de octubre de 2025     | Nueva York        | Estados Unidos    | Madison Square Garden         | The Japanese House Chanel Beads            |
| 3 de octubre de 2025     | Pittsburgh        | Estados Unidos    | Petersen Events Center        | The Japanese House Chanel Beads            |
| 4 de octubre de 2025     | Washington D.C    | Estados Unidos    | The Anthem                    | The Japanese House Chanel Beads            |
| 5 de octubre de 2025     | Washington D.C    | Estados Unidos    | The Anthem                    | The Japanese House Chanel Beads            |
| 7 de octubre de 2025     | Atlanta           | Estados Unidos    | Gas South Arena               | The Japanese House Empress Of              |
| 9 de octubre de 2025     | San Luis          | Estados Unidos    | Chaifetz Arena                | The Japanese House Empress Of              |
| 10 de octubre de 2025    | Milwaukee         | Estados Unidos    | UW-Milwaukee Panther Arena    | The Japanese House Empress Of              |
| 11 de octubre de 2025    | Minneapolis       | Estados Unidos    | The Armory                    | The Japanese House Empress Of              |
| 12 de octubre de 2025    | Minneapolis       | Estados Unidos    | The Armory                    | The Japanese House Empress Of              |
| 14 de octubre de 2025    | Morrison          | Estados Unidos    | Red Rocks Amphitheatre        | Blood Orange The Japanese House            |
| 17 de octubre de 2025    | Las Vegas         | Estados Unidos    | MGM Grand Garden Arena        | Blood Orange The Japanese House            |
| 18 de octubre de 2025    | Inglewood         | Estados Unidos    | Kia Forum                     | Blood Orange The Japanese House Empress Of |
| 19 de octubre de 2025    | Berkeley          | Estados Unidos    | The Greek Theatre             | The Japanese House Empress Of              |
| 21 de octubre de 2025    | Portland          | Estados Unidos    | Moda Center                   | The Japanese House Empress Of              |
| 22 de octubre de 2025    | Seattle           | Estados Unidos    | Climate Pledge Arena          | The Japanese House Empress Of              |
| Europa                   |                   |                   |                               |                                            |
| 9 de noviembre de 2025   | Esch-sur-Alzette  | Luxemburgo        | Rockhal                       | Oklou                                      |
| 10 de noviembre de 2025  | París             | Francia           | Zenith                        | Jim-E Stack                                |
| 15 de noviembre de 2025  | Mánchester        | Reino Unido       | AO Arena                      | Blood Orange Jim-E Stack                   |
| 16 de noviembre de 2025  | Londres           | Reino Unido       | The O2 Arena                  | Nilufer Yanya Jim-E Stack                  |
| 17 de noviembre de 2025  | Londres           | Reino Unido       | The O2 Arena                  | The Japanese House Jim-E Stack             |
| 19 de noviembre de 2025  | Glasgow           | Reino Unido       | OVO Hydro                     | Nilufer Yanya Jim-E Stack                  |
| 20 de noviembre de 2025  | Birmingham        | Reino Unido       | Utilita Arena                 | Nilufer Yanya Jim-E Stack                  |
| 22 de noviembre de 2025  | Dublín            | Irlanda           | RDS Simmonscourt              | Nilufer Yanya Jim-E Stack                  |
| 24 de noviembre de 2025  | Ámsterdam         | Países Bajos      | AFAS Live                     | Nilufer Yanya                              |
| 25 de noviembre de 2025  | Ámsterdam         | Países Bajos      | AFAS Live                     | The Japanese House                         |
| 27 de noviembre de 2025  | Bruselas          | Bélgica           | Forest National               | The Japanese House                         |
| 29 de noviembre de 2025  | Bolonia           | Italia            | Unipol Arena                  | The Japanese House Fabiana Palladino       |
| 30 de noviembre de 2025  | Zúrich            | Suiza             | Halle 662                     | The Japanese House                         |
| 1 de diciembre de 2025   | Múnich            | Alemania          | Zenith                        | The Japanese House                         |
| 3 de diciembre de 2025   | Colonia           | Alemania          | Palladium                     | The Japanese House                         |
| 5 de diciembre de 2025   | Berlín            | Alemania          | Max-Schmeling-Halle           | The Japanese House                         |
| 6 de diciembre de 2025   | Lodz              | Polonia           | Atlas Arena                   | The Japanese House Erika de Casier         |
| 8 de diciembre de 2025   | Copenhague        | Dinamarca         | Royal Arena                   | The Japanese House Erika de Casier         |
| 9 de diciembre de 2025   | Estocolmo         | Suecia            | Annexet                       | The Japanese House                         |
| América del Norte        |                   |                   |                               |                                            |
| 16 de diciembre de 2025  | Brooklyn          | Estados Unidos    | Barclays Center               | ―                                          |
| 17 de diciembre de 2025  | Brooklyn          | Estados Unidos    | Barclays Center               | ―                                          |
| Oceanía                  |                   |                   |                               |                                            |
| 11 de febrero de 2026    | Auckland          | Nueva Zelanda     | Spark Arena                   | ―                                          |
| 13 de febrero de 2026    | Christchurch      | Nueva Zelanda     | Wolfbrook Arena               | ―                                          |
| 16 de febrero de 2026    | Brisbane          | Australia         | Brisbane Entertainment Centre | ―                                          |
| 18 de febrero de 2026    | Sídney            | Australia         | Qudos Bank Arena              | ―                                          |
| 19 de febrero de 2026    | Sídney            | Australia         | Qudos Bank Arena              | ―                                          |
| 21 de febrero de 2026    | Melbourne         | Australia         | Rod Laver Arena               | ―                                          |
| 22 de febrero de 2026    | Melbourne         | Australia         | Rod Laver Arena               | ―                                          |
| 25 de febrero de 2026    | Perth             | Australia         | RAC Arena                     | ―                                          |